# 東笠松站
東笠松站（日语：／ Higashi-Kasamatsu eki */?）是位於岐阜縣羽島郡笠松町，名古屋鐵道名古屋本線的車站。
此站曾經是名古屋本線於岐阜縣最南的車站。通常只有普通列車停靠。由於客量減少，此站於2005年（平成17年）1月29日廢除。

## 車站構造
車站為地面車站（建於路堤上），設有2面2線的相對式月台。月台可容納4卡車廂，6卡編成的列車停靠此站時，後方2卡車廂會實施選擇性車門操作。此站沒有顯眼的站房，為一座無人車站。當舉行「笠松川節」的煙花大會時，笠松站的站務員會臨時前往此站當值。
站內設有半徑只有300米的急彎。在車站廢除後，現時所有列車的限速為65 km/h（上行名鐵名古屋方向）和70 km/h（下行名鐵岐阜方向）。此站也是鐵路攝影熱點。

### 配線圖
| ← 一宮、 名古屋方向 | 東笠松站 站內配線略圖 | → 岐阜方向 |
| 图例 参考文献：     |                       |            |

## 車站周邊
車站東邊設有木曾川。在春季可以於車站附近看到櫻花樹。在營業時代，此站是笠松競馬場最近的鐵路車站。當舉行賽馬日時，優等列車會臨時停靠此站。

## 使用狀況
- 在中提及在1992年度，當時1日平均上下車人次為223人，除岐阜市內線均一車費區間內各站（岐阜市內線、田神線、美濃町線徹明町站至琴塚站之間）外名鐵所有車站（342站）中排名第314，名古屋本線（61站）中排名第61[1]。

根據《岐阜縣統計書》和《笠松町統計書》各號。以下為一年乘車人次，一年上下車人次和一日平均上下車人次變化：
| 年                 | 一年總計 | 一年總計   | 一日平均 上下車人次 | 參考資料 |
| 年                 | 乘車人次 | 上下車人次 | 一日平均 上下車人次 | 參考資料 |
| ------------------ | -------- | ---------- | ------------------- | -------- |
| 1955（昭和30）年度 | 412588   | 823966     |                     | [ 3 ]    |
| 1956（昭和31）年度 | 392476   | 783940     |                     | [ 4 ]    |
| 1957（昭和32）年度 | 381458   | 760049     |                     | [ 5 ]    |
| 1958（昭和33）年度 | 368791   | 730755     |                     | [ 6 ]    |
| 1959（昭和34）年度 | 333648   | 664140     |                     | [ 7 ]    |
| 1960（昭和35）年度 | 328681   | 658888     |                     | [ 8 ]    |
| 1961（昭和36）年度 | 318455   | 637271     |                     | [ 9 ]    |
| 1962（昭和37）年度 | 294123   | 589605     |                     | [ 10 ]   |
| 1963（昭和38）年度 | 260940   | 522015     |                     | [ 11 ]   |
| 1964（昭和39）年度 | 238292   | 476360     |                     | [ 12 ]   |
| 1965（昭和40）年度 | 214253   | 428463     |                     | [ 13 ]   |
| 1966（昭和41）年度 | 195301   | 388874     |                     | [ 14 ]   |
| 1967（昭和42）年度 | 156444   | 311160     |                     | [ 15 ]   |
| 1968（昭和43）年度 | 126921   | 253382     |                     | [ 16 ]   |
| 1969（昭和44）年度 | 105222   |            |                     | [ 17 ]   |
| 1970（昭和45）年度 | 89000    |            |                     | [ 18 ]   |
| 1971（昭和46）年度 | 96000    |            |                     | [ 19 ]   |
| 1972（昭和47）年度 | 97000    |            |                     | [ 20 ]   |
| 1973（昭和48）年度 |          |            |                     |          |
| 1974（昭和49）年度 |          |            |                     |          |
| 1975（昭和50）年度 |          |            |                     |          |
| 1976（昭和51）年度 |          |            |                     |          |
| 1977（昭和52）年度 |          |            |                     |          |
| 1978（昭和53）年度 |          |            |                     |          |
| 1979（昭和54）年度 |          |            |                     |          |
| 1980（昭和55）年度 |          |            |                     |          |
| 1981（昭和56）年度 |          |            |                     |          |
| 1982（昭和57）年度 |          |            |                     |          |
| 1983（昭和58）年度 |          |            |                     |          |
| 1984（昭和59）年度 |          |            |                     |          |
| 1985（昭和60）年度 |          |            |                     |          |
| 1986（昭和61）年度 |          |            |                     |          |
| 1987（昭和62）年度 |          |            |                     |          |
| 1988（昭和63）年度 |          |            |                     |          |
| 1989（平成元）年度 |          |            |                     |          |
| 1990（平成02）年度 |          |            |                     |          |
| 1991（平成03）年度 |          |            |                     |          |
| 1992（平成04）年度 |          |            |                     |          |
| 1993（平成05）年度 |          |            |                     |          |
| 1994（平成06）年度 |          |            |                     |          |
| 1995（平成07）年度 |          | 61525      | 170                 | [ 21 ]   |
| 1996（平成08）年度 |          | 59994      | 165                 | [ 21 ]   |
| 1997（平成09）年度 |          | 57871      | 161                 | [ 21 ]   |
| 1998（平成10）年度 |          | 53075      | 145                 | [ 22 ]   |
| 1999（平成11）年度 |          | 46219      | 127                 | [ 22 ]   |
| 2000（平成12）年度 |          | 43450      | 121                 | [ 22 ]   |
| 2001（平成13）年度 |          | 42608      | 117                 | [ 23 ]   |
| 2002（平成14）年度 |          | 42251      | 117                 | [ 23 ]   |
| 2003（平成15）年度 |          | 39159      | 109                 | [ 23 ]   |
| 2004（平成16）年度 |          | 30635      | 102                 | [ 24 ]   |

斜體的値以千人為單位（以千人為單位四捨五入）

## 歷史
- 1935年（昭和10年）4月29日 - 車站啟用。
- 1969年（昭和44年）10月1日 - 成為無人車站[25]。
- 2005年（平成17年）1月29日 - 車站廢除。

## 相鄰車站
所屬路線與相鄰車站取自營業時代。
名古屋鐵道
名古屋本線
■特急・■急行
通過
■普通
木曾川堤－東笠松－笠松

## 注腳
1. 1 2  名古屋鐵道廣報宣傳部（編）. . 名古屋鐵道. 1994: 651–653.
2. ↑  電氣車研究會（日语：電気車研究会），《鐵道畫刊（日语：鉄道ピクトリアル）》通卷第473號 1986年12月 臨時增刊號 「特集 - 名古屋鉄道」，附圖「名古屋鐵道路線略圖」
3. ↑  岐阜縣総務部統計課（編）《岐阜縣統計書 昭和30年》、岐阜縣、1957年、10 運輸・通信 （页面存档备份，存于）
4. ↑  岐阜縣総務部統計課（編）《岐阜縣統計書 昭和31年》、岐阜縣、1958年、11 運輸・通信 （页面存档备份，存于）
5. ↑  岐阜縣総務部統計課（編）《岐阜縣統計書 昭和32年》、岐阜縣、1959年、12 運輸・通信 （页面存档备份，存于）
6. ↑  岐阜縣総務部統計課（編）《岐阜縣統計書 昭和33年》、岐阜縣、1960年、12 運輸・通信 （页面存档备份，存于）
7. ↑  岐阜縣総務部統計課（編）《岐阜縣統計書 昭和34年》、岐阜縣、1961年、12 運輸・通信 （页面存档备份，存于）
8. ↑  岐阜縣総務部統計課（編）《岐阜縣統計書 昭和35年》、岐阜縣、1962年、12 運輸・通信 （页面存档备份，存于）
9. ↑  岐阜縣総務部統計課（編）《岐阜縣統計書 昭和36年》、岐阜縣、1963年、12 運輸・通信 （页面存档备份，存于）
10. ↑  岐阜縣企画管理部統計課（編）《岐阜縣統計書 昭和37年》、岐阜縣、1964年、12 運輸・通信 （页面存档备份，存于）
11. ↑  岐阜縣企画管理部統計課（編）《岐阜縣統計書 昭和38年》、岐阜縣、1965年、12 運輸・通信 （页面存档备份，存于）
12. ↑  岐阜縣企画管理部統計課（編）《岐阜縣統計書 昭和39年》、岐阜縣、1966年、269頁
13. ↑  岐阜縣企画管理部統計課（編）《岐阜縣統計書 昭和40年》、岐阜縣、1967年、275頁
14. ↑  岐阜縣企画部統計課（編）《岐阜縣統計書 昭和41年》、岐阜縣、1968年、255頁
15. ↑  岐阜縣企画部統計課（編）《岐阜縣統計書 昭和42年》、岐阜縣、1969年、85頁
16. ↑  岐阜縣企画開発部統計課（編）《岐阜縣統計書 昭和43年》、岐阜縣、1970年、277頁
17. ↑  岐阜縣企画開発部統計課（編）《岐阜縣統計書 昭和44年》、岐阜縣、1971年、11 運輸・通信 （页面存档备份，存于）
18. ↑  岐阜縣企画開発部統計課（編）《岐阜縣統計書 昭和45年》、岐阜縣、1972年、11 運輸・通信 （页面存档备份，存于）
19. ↑  岐阜縣企画部統計課（編）《岐阜縣統計書 昭和46年》、岐阜縣、1973年、280頁
20. ↑  岐阜縣企画部統計課（編）《岐阜縣統計書 昭和48年》、岐阜縣、1974年、11 運輸・通信 （页面存档备份，存于）
21. 1 2 3  笠松町役場企画調整課（編）《笠松町統計書 平成10年版》、笠松町役場、1999年、53頁
22. 1 2 3  笠松町役場企画環境経済部企画課（編）《笠松町統計書 平成13年版》、笠松町役場、2002年、52頁
23. 1 2 3  笠松町役場企画環境経済部企画課（編）《笠松町統計書 平成16年版》、笠松町役場、2005年、56頁
24. ↑  笠松町役場企画環境経済部企画課（編）《笠松町統計書 平成19年版》、笠松町役場、2008年、64頁
25. ↑  名古屋鉄道広報宣伝部（編）. . 名古屋鉄道. 1994: 867.